# Crazyhead
Crazyhead (precedentemente annunciata con il nome Crazy Face) è una serie televisiva britannica comedy-horror creata dall'ideatore di Misfits Howard Overman, anche produttore esecutivo della serie con la sua compagnia Urban Myth Films. Trasmessa dal 19 ottobre 2016 sul canale E4.
All'estero, la serie è stata pubblicata il 16 dicembre 2016 dal servizio di video on demand Netflix in tutti i territori in cui è disponibile.

## Trama
La serie è incentrata su Amy e Raquel, due giovani cacciatrici di demoni.

## Episodi
| Stagione       | Episodi | Prima TV Regno Unito | Pubblicazione Italia |
| -------------- | ------- | -------------------- | -------------------- |
| Prima stagione | 6       | 2016                 | 2016                 |

## Personaggi e interpreti
- Amy, interpretata da Cara Theobold
un'infelice ragazza che lavora in un bowling e scopre di essere una veggente, cioè può vedere i demoni che si nascondono nella società.
- Raquel, interpretata da Susan Wokoma
una socialmente imbarazzante e solitaria veggente che si improvvisa cacciatrice di demoni e che fa amicizia con Amy.
- Tyler, interpretato da Arinze Kene
fratello di Raquel, è attratto da Amy e non sa che la sorella caccia i demoni.
- Jake, interpretato da Lewis Reeves
Il migliore amico di scuola di Amy e collega di lavoro, ha una notevole attrazione per Amy ma non è reciproca.
- Suzanne, interpretata da Riann Steele
La migliore amica di Amy che si trasforma in un demone.
- Callum, interpretato da Tony Curran
Un potente demone travestito da psichiatra di Amy.
- Mercy, interpretata da Lu Corfield
Un demone che aiuta Callum nel suo piano generale e ha ucciso il padre di Raquel.